# La Chute finale
La Chute finale (sots-titulat Essai sur la décomposition de la sphère soviétique) és un llibre d'Emmanuel Todd publicat en 1976 per éditions Robert Laffont. L'autor descriu el col·lapse del sistema comunista i la caiguda inevitable que li espera a la Unió Soviètica. Aquest llibre és un rar exemple de prospectiva totalment validada pels fets i va donar al seu autor retrospectivament gran autoritat en l'anàlisi dels fets socials, econòmics i geopolítics.

## Descripció
En aquest llibre, Emmanuel Todd s'adona de la falsedat completa de les estadístiques oficials soviètiques, i resol el problema mitjançant mètodes tortuosos com un arqueòleg. Per exemple, en lloc de prendre els nombres en brut (òbviament sobreestimats o subestimats d'acord amb les necessitats de la propaganda), analitza sobretot les tendències que aquestes estadístiques no poden ocultar per complet. A més, alguns indicadors com les taxes de suïcidi, encara corregides a la baixa, són tan grans que suggereixen un profund patiment psicològic de la població. En particular, s'observa l'augment de la mortalitat infantil a l'URSS, fet únic en un país industrialitzat i en desenvolupament, de les quals es dedueix que tota la seva estructura tècnica i industrial està retrocedint cap a una decadència irreversible (fet revelador que la Unió Soviètica també havia deixat de publicar les xifres des de 1974). Emmanuel Todd també se centra en la literatura popular com la ciència-ficció, lleugerament censurada però instructiva sobre l'estat d'ànim de la societat.
Sobre la base de rareses com el lliurament des de l'Est d'un carregament de sabates ... per al peu dret, en conclou una desorganització completa de la capacitat de producció prevista. Què passa amb una indústria incapaç de dur a terme una cosa tan simple com proporcionar sabates en condicions?
Va predir també, amb gran precisió, el col·lapse de la bloc de l'Est sota la pressió de les classes educades, una forta consciència política, de la part europea de l'imperi soviètic, unint-se al que va dir Andrei Amalrik en el seu assaig de 1970 L'Union soviétique survivra-t-elle en 1984 ?, considerant que els encebadors de liberalització del sistema comunista constituïen menys un signe de la regeneració que l'anunci del seu esfondrament imminent.
Serà Hélène Carrère d'Encausse qui atraurà la major notorietat d'aquesta predicció amb un altre llibre sobre el mateix tema, però desfigurat per un gran error d'anàlisi: va explicar la imminent implosió de l'URSS per l'augment de les poblacions musulmanes de l'Àsia central per la seva alta taxa de natalitat, però de baix nivell cultural.